# Xiaolingwei
Xiaolingwei (kinesiska: 孝陵卫街道) är en sockenhuvudort i Kina. Den ligger i provinsen Jiangsu, i den östra delen av landet, nära eller i provinshuvudstaden Nanjing. Antalet invånare är 112 654. Befolkningen består av 53 444 kvinnor och 59 210 män. Barn under 15 år utgör 7,0 %, vuxna 15-64 år 84 %, och äldre över 65 år 8,0 %.
Runt Xiaolingwei är det mycket tätbefolkat, med 1 956 invånare per kvadratkilometer. Närmaste större samhälle är Nanjing, 7,9 km väster om Xiaolingwei. Trakten runt Xiaolingwei består till största delen av jordbruksmark.
Genomsnittlig årsnederbörd är 1 385 millimeter. Den regnigaste månaden är juli, med i genomsnitt 242 mm nederbörd, och den torraste är december, med 38 mm nederbörd.